# Mário Tilico
Mário de Oliveira Costa (Rio de Janeiro, 23 maart 1965) is een voormalig Braziliaans voetballer en trainer, beter bekend als Mário Tilico.

## Biografie
Tilico begon zijn carrière bij Vasco da Gama en werd in 1987 uitgeleend aan CSA. In 1987 ging hij naar Náutico en een jaar later naar São Paulo. In 1991 scoorde hij de winnende treffer tegen Bragantino in de finale om de landstitel.